# Cacatua tenuirostris
La cacatúa picofina (Cacatua tenuirostris) es una especie de ave psitaciforme de la familia de las cacatúas endémica del suroeste de Australia. Su esperanza de vida aproximada es de 50 a 60 años.

## Descripción
La cacatúa picofina mide de 38 a 41 cm de largo, tiene una envergadura de alrededor de 80 a 90 cm y un peso promedio de 567 g. Tiene un pico largo de color hueso y un anillo ocular azul. El plumaje es predominantemente blanco con plumas rojizas alrededor de los ojos y lorum. La parte inferior de las alas y las plumas de la cola están teñidas de amarillo.

## Distribución y hábitat
La cacatúa picofina se puede encontrar en la naturaleza en Victoria y el sureste de Nueva Gales del Sur. Ha ampliado su área de distribución desde la década de 1970 en Melbourne y ahora se puede encontrar en Tasmania, Australia Meridional y el sureste de Queensland. Una población salvaje reside en Perth desde mediados de la década de 1980, lo que tiene implicaciones para la conservación ya que esta especie puede hibridarse con la cacatúa cavadora.
La cacatúa picofina se encuentra en bosques y pastizales cubiertos de hierba, incluidos pastos, campos de cultivos agrícolas y parques urbanos.

## Alimentación

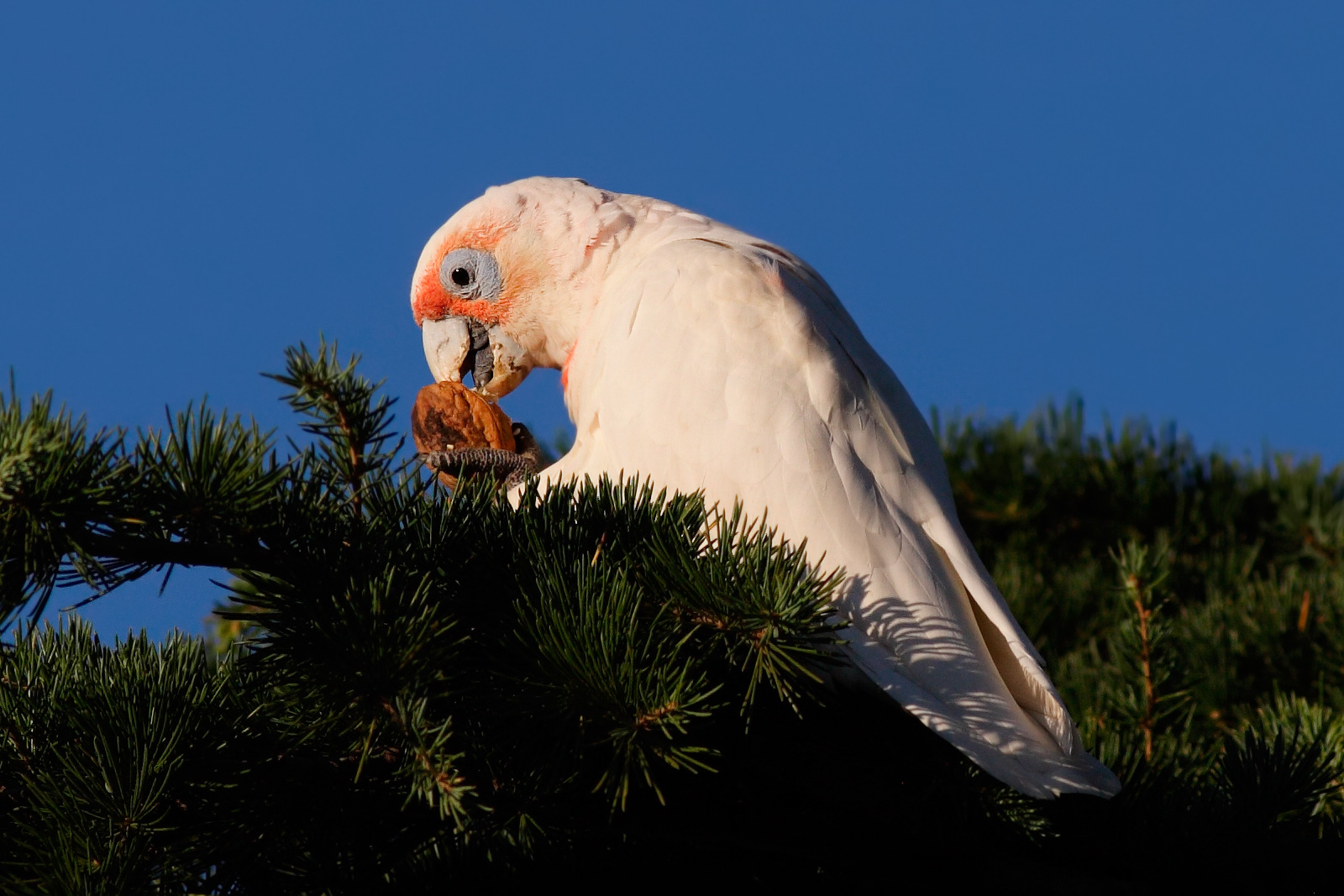
Cacatúa comiendo una nuez.

La cacatúa picofina normalmente excava en busca de raíces, semillas, cormos y bulbos, especialmente de Romulea. Las plantas nativas consumidas incluyen las asteráceas Microseris lanceolata, pero una parte sustancial de la dieta de las aves ahora incluye plantas introducidas en Australia.

## Reproducción
La reproducción generalmente tiene lugar en el invierno austral hasta la primavera (de julio a noviembre). Las cacatúas picofinas forman parejas monógamas y ambos sexos comparten la tarea de construir el nido, incubar los huevos y cuidar a las crías. Los nidos se hacen en escombros en descomposición, en los huecos de grandes eucaliptos viejos y, ocasionalmente, en las cavidades de acantilados de grava suelta. La hembra pone de 2 a 3 huevos ovalados de color blanco opaco sobre un revestimiento de madera podrida. El período de incubación es de alrededor de 24 días y los polluelos pasan alrededor de 56 días en el nido.

## Relación con los humanos

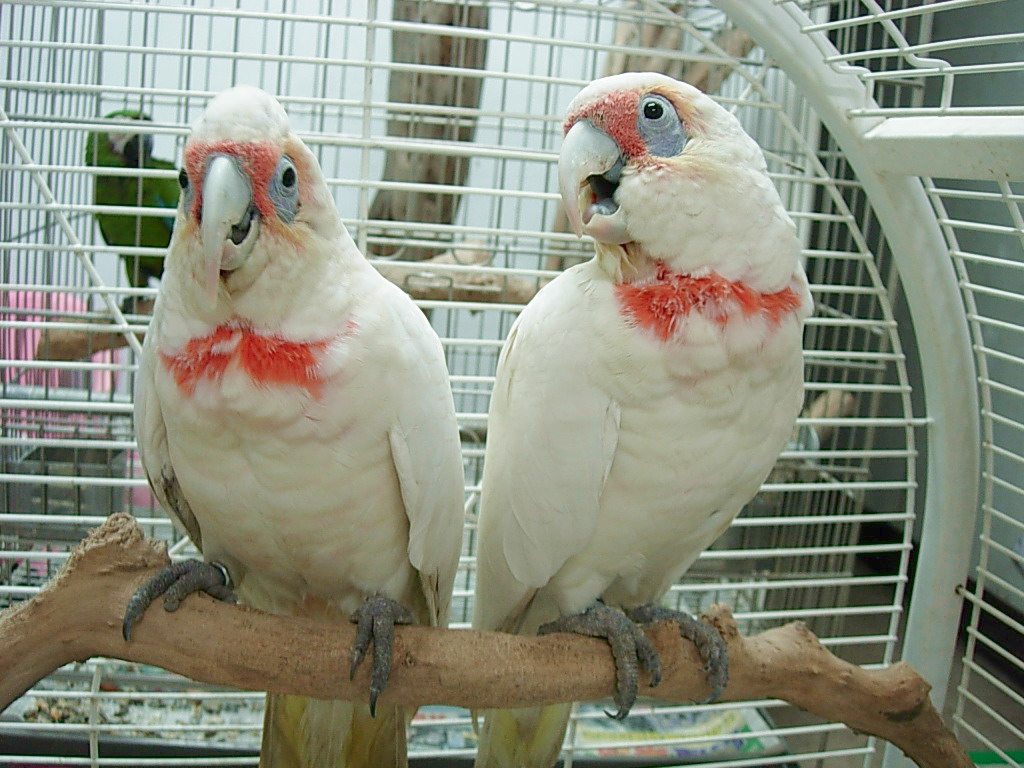
Pareja en cautiverio.

### Como mascotas
Las cacatúas picofinas ahora son populares como mascotas en muchas partes de Australia, aunque antes eran poco comunes y su población cautiva se ha estabilizado en la última década. Esto puede deberse a su capacidad para imitar palabras y oraciones completas casi a la perfección. La cacatúa picofina ha sido etiquetada como la mejor "habladora" de las cacatúas australianas y posiblemente de todos los loros nativos.

### Plagas
Las cacatúas picofinas se consideran plagas agrícolas, particularmente en el oeste de Victoria y Australia Occidental. Pueden causar daños significativos a los cultivos, son conocidos por rasgar y jugar con pedazos de asfalto a lo largo de los caminos e incluso dañar las líneas eléctricas. Los permisos se emiten regularmente en Australia Occidental (ya veces en Victoria) para el sacrificio de esta especie. Dentro de Nueva Gales del Sur, las cacatúas son la plaga aviar más común entre los campos deportivos y los campos de golf, ya que pueden cavar hoyos en el suelo de hasta 3 pulgadas de ancho y 6 de profundidad.